# Erdélyi parasztfelkelés
Az erdélyi parasztfelkelés, korábbi formában erdélyi parasztháború, a románoknál răscoala de la Bobâlna (bábolnai felkelés) 1437 kora nyarán kiütött nagyszabású megmozdulás az erdélyi parasztság részéről, melyhez a helyi románság is csatlakozott. A felkelés Észak-Erdély majdnem teljes területét beborította. A harcok egészen az év végéig tartottak, de ténylegesen az ellenállásnak csak 1438 elején sikerült véget vetni Kolozsvár visszafoglalásával.
A parasztfelkelők vezére a diósi kisnemes Budai Nagy Antal volt. A felkelést a nemesek leverték. 

## Kiváltó okai
Luxemburgi Zsigmond kincstárának vagyonát különösen a huszita háborúk jelentős mértékben felemésztették. A jövedelemszerzésnek azt a módját választotta, hogy az Árpád-korban alkalmazott pénzrontás eszközéhez folyamodott, s az országot három éven keresztül rossz minőségű ezüstpénzzel árasztotta el.
Erdélyben a helyi püspök Lépes György nem szedett be adót, amíg a rossz pénz forgalomban volt, a parasztság kezében pedig csak ilyen pénzből halmozódott fel jövedelem. 1437-ben aztán újból a jó pénzt helyezték forgalomba, a püspök kiadta a parancsot adószedőinek a pénzbehajtásra, de ezúttal három évre visszamenő tartozásra hivatkozva, s amit akkori pénzzel kellett volna kifizetni, ennek értéke viszont többszöröse volt a korábbiénak.
A parasztság nem tudott ekkora összeget megfizetni. Emellé a püspök az ortodox vallású románokat is tizedfizetésre akarta kötelezni, pedig ők vallásuk révén egyáltalán nem tartoztak tizeddel a római katolikus egyháznak. Hasonló beszolgáltatást követeltek a főnemesek birtokaikon. Minekutána a parasztok nem fizették ki járandóságaikat, ezért a püspök egyházi átok alá vetette a parasztokat, kiközösíttetve őket az egyházból.
Erdélyben már évekkel korábban terjedtek a huszita eszmék, és a parasztság nagy része annak a híve lett, főleg a radikális táborita ágának. Az egyház már korábban kényszerült ezért bevezetni az inkvizíciót. Az Erdélyt járó inkvizítor keményen sújtott le az eretnekekre; amennyiben egy elhunyt személyről kiderült, hogy életében huszita volt, akkor kiásták sírjából és megégették holttestét. A huszitizmus terjedését csak erősítette a kiközösítés az egyházból, ami elkeserítette a parasztokat, mert ezáltal meg lettek fosztva (a halotti kenet, a szentáldozás révén) a halál utáni üdvözülés reményétől.

## A felkelés lefolyása
A magyar és román parasztok tömegei tanácskozásra gyűltek össze 1437 nyarán a Bábolna-hegyen, mely Alparét mellett állt. Csatlakozott hozzájuk sok adóktól sújtott kisnemes és néhány pap. Köztük volt Budai Nagy Antal is. Megállapodtak abban, hogy követeket küldenek Csáki László vajdához, s békés úton próbálják jobb belátásra téríteni az urakat.
Erdélyt általában a vajda helyettese, Lépes Lóránd, György püspök testvére irányította, mert Csáki ritkán tartózkodott az országban. A parasztküldöttek érkezésekor azonban éppen itt volt. A követek, bár kellő tisztelettel járultak a vajda elé, de Csáki – mintha valami gyalázat érte volna –, elfogta, meggyaláztatta, aztán kegyetlenül kivégeztette őket.
A hír hallatára a parasztok fegyverhez nyúltak. Csáki lovagi serege elindult a parasztok bábolnai tábora ellen, azonban Dés mellett Nagy Antal parasztserege megtámadta a nemesi hadat és szétverte. Ez volt az első eset Magyarországon, hogy parasztok levertek egy nemesi sereget. A csatában a parasztok egy része szekérvárba zárkózva harcolt, akárcsak a husziták.
A nemesek engedékenységüknek kívánták jelét adni, és tárgyalásba bocsátkoztak a felkelt parasztokkal. Ígéretet tettek, hogy csökkentik a parasztok terheit és a felkelésben résztvevők bántatlanul hazatérhetnek; július 6-án alá is írták az első kolozsmonostori egyezményt, de a nemesek csupán időt akartak nyerni, hogy erőiket összeszedjék. Közben sok paraszt és nemes hazatért otthonába, míg a többiek továbbra is Nagy Antal mellett maradtak. A vajda ügynökei igyekeztek bomlasztani a parasztsereget azzal, hogy viszályt próbáltak kelteni a magyarok és románok közt, ám erőfeszítéseik nem értek célt.
Az egyezményt a nemesség megszegte, és ősszel folytatták a harcot. A nemesi sereg rátámadt a viszonylag kisebb létszámban levő parasztokra. A véres apáti csatában (október 6–10.) azonban ismét Nagy Antal diadalmaskodott. A felkeléshez így most már a Tiszántúl is csatlakozott, és Kolozsvár és Nagyenyed falai közé engedte a parasztokat. Az egyre nagyobb területet lángba borító felkelés a királyt is nyugtalansággal töltötte el.
A második kolozsmonostori egyezmény a győzelem ellenére jóval kedvezőtlenebb volt a parasztokra nézve. A főurak most már minden erejükkel a felkelés elfojtásán voltak. A magyar, a székely és a szász rendek megkötötték a kápolnai uniót (Unio Trium Nationum). Ez a szövetség hivatalosan az Erdélyt fenyegető mongol és oszmán veszély ellen, ténylegesen azonban a parasztok ellen irányult. A koalíció évszázadokra fennmaradt.
1437 télelőjén újabb összecsapások következtek. Az erdélyi magyar–szász–székely sereg Kolozsvár ellen vonult, ahová a maradék paraszthadak vették be magukat. A felkelők elkeseredetten küzdöttek tovább, de alulmaradtak a túlerőben levő sereggel szemben. A parasztvezér, Budai Nagy Antal hősi halált halt, a parasztok csatát vesztettek, december 15-én pedig elesett Nagyenyed. A maradék felkelő paraszterőket rövid időn belül leverték, Kolozsvárt azonban csak január 8-án tudták bevenni és megsemmisíteni az ellenállás utolsó maradványait. A felkelők még életben maradt vezéreit és sok parasztot a vajda karóba húzatott, vagy egyéb kínhalállal végeztetett ki. A felkelés leverését Zsigmond már nem érte meg, a kolozsvári csata előtt egy nappal, december 9-én elhunyt.

## Következményei
Zsigmond halála után a jobbágyok terhei fokozatosan csökkentek.
A felkelés ugyanakkor apasztotta az erdélyi országrész erejét, s a néhány évvel később betörő török portyázó hadak szinte akadálytalanul dúlják az ország déli felét (ennek elsődleges oka azonban a vesztes várnai csata).

## Ábrázolása a művészetekben
- Kós Károly Budai Nagy Antal (kisregény és dráma, 1936)
- Hegedüs Géza Az Erdőntúli veszedelem címen 1951-ben megjelent történelmi regénye a parasztfelkelés históriáját dolgozta fel.